# Beatrix van Limburg
Beatrix van Limburg († 12 juli na 1164, nog vermeld in 1165), Duits: Beatrix Gräfin von Limburg, was een gravin uit het Huis Limburg en door huwelijk gravin van Laurenburg. Ze was vermoedelijk enige tijd regentes van het graafschap Laurenburg voor haar kleinzoons, de latere graven van Nassau.

## Biografie

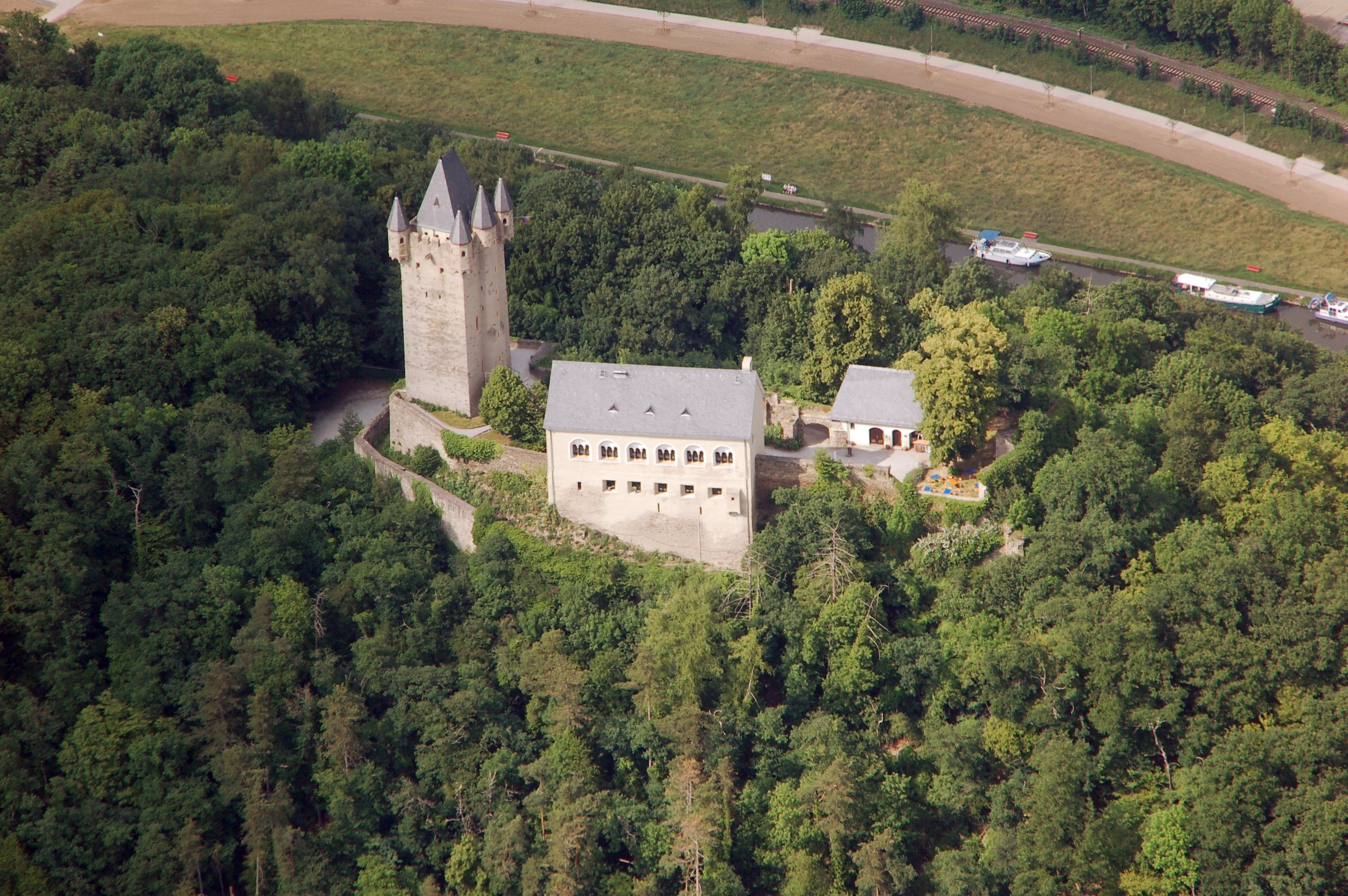
De Burcht Nassau

Beatrix was een dochter van graaf Walram II ‘de Heiden’ van Limburg, hertog van Neder-Lotharingen en Jutta van Gelre, een dochter van graaf Gerhard I van Gelre. Haar afkomst wordt bevestigd door de oorkonde uit 1151 waarin Hendrik van Leyen, de bisschop van Luik, de schenkingen van ‘domina Jutta, nobilissima matrona uxor ducis Walrami de Lemburg’ aan de Abdij Rolduc bevestigde, in welke oorkonde ook de aanwezigheid bij haar begrafenis in Rolduc wordt vermeld van ‘Arnoldus quoque filius Ruberti comitis de Lunneburg natus ex domina Beatrice filia præfatæ dominæ’.
Hillin van Fallemaigne, de aartsbisschop van Trier, legde in een oorkonde gedateerd 1 april 1158 vast dat ‘castrum de Nassouwe’ voorheen behoorde aan het bisdom Worms maar dat ‘Ruberti et Arnoldi de Luremburg’ een kasteel (de Burcht Nassau) hadden gebouwd tegen de wens van de kerk, en dat ‘postmodum … Beatrix comitissa et coheredes eius … filii Ruberti et Arnoldi de Luremburg’ verzocht had om bijlegging van het geschil waarin bemiddeld werd door ‘Gerlaci de Isemburch et Everhardi de Burgensheim’. Dit document suggereert dat Beatrix haar beide zoons overleefde en dat ze als hoofd van de familie optrad namens haar kleinzoons.

## Huwelijk en kinderen
Beatrix huwde vóór 1135, mogelijk ca. 1125 met graaf Rupert I van Laurenburg († vóór 13 mei 1154).

Uit dit huwelijk werden geboren:
1. Arnold II († 1158/1159), vermeld als graaf van Laurenburg 1151–1158.
2. Rupert II († ca. 1159), vermeld als graaf van Laurenburg 1154–1158.

In een oorkonde uit 1148 wordt een zekere Gerhard van Laurenburg vermeld, deze was zeer wel mogelijk een jongere zoon van Rupert I, zijn bloedverwantschap blijkt echter uit geen enkele oorkonde. Van deze Gerhard is geen huwelijk vermeld.

## Voorouders
| Voorouders van Beatrix van Limburg | Voorouders van Beatrix van Limburg                                                         | Voorouders van Beatrix van Limburg                                                         | Voorouders van Beatrix van Limburg                                                         | Voorouders van Beatrix van Limburg                                                         | Voorouders van Beatrix van Limburg                                                         | Voorouders van Beatrix van Limburg                                                         | Voorouders van Beatrix van Limburg                                                         | Voorouders van Beatrix van Limburg                                                         |
| ---------------------------------- | ------------------------------------------------------------------------------------------ | ------------------------------------------------------------------------------------------ | ------------------------------------------------------------------------------------------ | ------------------------------------------------------------------------------------------ | ------------------------------------------------------------------------------------------ | ------------------------------------------------------------------------------------------ | ------------------------------------------------------------------------------------------ | ------------------------------------------------------------------------------------------ |
| Betovergrootouders                 | Walram I van Aarlen (?–vóór 1032) ⚭ Adelheid van Lotharingen (995/1005–na 1032)            | Frederik van Luxemburg (?–1065) ⚭ Gerberga van Boulogne (1015/30–vóór 1059)                | Hartwig II van Beieren (?–1024) ⚭ Frederuna (?–?)                                          | Otto ‘de Witte’ van Schweinfurt (?–1057) ⚭ 1036 Immula van Susa (?–1078 )                  | Gerhard ‘Flamens’ (?–na 1053) ⚭ ? (?–?)                                                    | ? (?–?) ⚭ ? (?–?)                                                                          | ? (?–?) ⚭ ? (?–?)                                                                          | ? (?–?) ⚭ ? (?–?)                                                                          |
| Overgrootouders                    | Walram II van Aarlen (1015/30–na 1084/85) ⚭ Jutta van Luxemburg (?–?)                      | Walram II van Aarlen (1015/30–na 1084/85) ⚭ Jutta van Luxemburg (?–?)                      | Botho van Botenstein (vóór 1024–1104) ⚭ 1056 Judith van Schweinfurt (?–ca. 1104)           | Botho van Botenstein (vóór 1024–1104) ⚭ 1056 Judith van Schweinfurt (?–ca. 1104)           | Diederik ‘Flamens’ (?–ca. 1082) ⚭ ? (?–?)                                                  | Diederik ‘Flamens’ (?–ca. 1082) ⚭ ? (?–?)                                                  | ? (?–?) ⚭ ? (?–?)                                                                          | ? (?–?) ⚭ ? (?–?)                                                                          |
| Grootouders                        | Hendrik I van Limburg (ca. 1060–1119) ⚭ Adelheid van Botenstein (?–na 1107)                | Hendrik I van Limburg (ca. 1060–1119) ⚭ Adelheid van Botenstein (?–na 1107)                | Hendrik I van Limburg (ca. 1060–1119) ⚭ Adelheid van Botenstein (?–na 1107)                | Hendrik I van Limburg (ca. 1060–1119) ⚭ Adelheid van Botenstein (?–na 1107)                | Gerhard I van Gelre (?–1129/31) ⚭ ? (?–?)                                                  | Gerhard I van Gelre (?–1129/31) ⚭ ? (?–?)                                                  | Gerhard I van Gelre (?–1129/31) ⚭ ? (?–?)                                                  | Gerhard I van Gelre (?–1129/31) ⚭ ? (?–?)                                                  |
| Ouders                             | Walram II ‘de Heiden’ van Limburg (1080/85–1139) ⚭ 1107/10 Jutta van Gelre (ca. 1087–1151) | Walram II ‘de Heiden’ van Limburg (1080/85–1139) ⚭ 1107/10 Jutta van Gelre (ca. 1087–1151) | Walram II ‘de Heiden’ van Limburg (1080/85–1139) ⚭ 1107/10 Jutta van Gelre (ca. 1087–1151) | Walram II ‘de Heiden’ van Limburg (1080/85–1139) ⚭ 1107/10 Jutta van Gelre (ca. 1087–1151) | Walram II ‘de Heiden’ van Limburg (1080/85–1139) ⚭ 1107/10 Jutta van Gelre (ca. 1087–1151) | Walram II ‘de Heiden’ van Limburg (1080/85–1139) ⚭ 1107/10 Jutta van Gelre (ca. 1087–1151) | Walram II ‘de Heiden’ van Limburg (1080/85–1139) ⚭ 1107/10 Jutta van Gelre (ca. 1087–1151) | Walram II ‘de Heiden’ van Limburg (1080/85–1139) ⚭ 1107/10 Jutta van Gelre (ca. 1087–1151) |